# Amstel Gold Race 2011
De 46ste editie van de Amstel Gold Race werd verreden op zondag 17 april 2011. De start van de wielerwedstrijd was op de markt van Maastricht en de finish op de Cauberg in Valkenburg.

## Parcours
Het parcours voerde door het Heuvelland in Zuid-Limburg. Onderweg werden 32 hellingen beklommen, waaronder de Eyserbosweg, de Keutenberg en de Cauberg.

## Deelnemende ploegen
Er namen 24 teams nemen deel aan deze editie. 190 renners kwamen aan de start.
| 18 UCI World Tour-ploegen | 18 UCI World Tour-ploegen | 18 UCI World Tour-ploegen | 6 wildcards                  |
| ------------------------- | ------------------------- | ------------------------- | ---------------------------- |
| AG2R-La Mondiale          | Team Katjoesja            | Quick Step                | Skil-Shimano                 |
| Pro Team Astana           | Lampre-ISD                | Rabobank                  | Topsport Vlaanderen-Mercator |
| BMC Racing Team           | Team Leopard-Trek         | Team RadioShack           | Landbouwkrediet              |
| Euskaltel-Euskadi         | Liquigas-Cannondale       | Saxo Bank-Sungard         | Verandas Willems-Accent      |
| Team Garmin-Cervélo       | Team Movistar             | Sky ProCycling            | Farnese Vini-Neri Sottoli    |
| Team HTC-High Road        | Omega Pharma-Lotto        | Vacansoleil-DCM           | Cofidis, le crédit en ligne  |

## Wedstrijdverloop
Na 60 km koers ontsnapten vier renners: Simone Ponzi, Pierpaolo De Negri, Albert Timmer en Thomas Degand. Ze reden meer dan 100 km aan de leiding en hun voorsprong was maximaal bijna 12 minuten. Na 179 km koers sprong Luis Leon Sanchez weg op zoek naar de vluchters. Die werden ingelopen op de Cauberg, maar Degand en De Negri bleven nog even buiten schot. Het peloton viel in stukken uiteen.
In Cadier en Keer werden de twee ingelopen door Barredo en Davy Commeyne. Op de Loorberg sloot een eerste peloton aan. Op de Gulperberg reed Johnny Hoogerland uit peloton weg, gevolgd door een vijftal, maar de vlucht duurde niet lang. Intussen waren twee favorieten Fabian Cancellara en Fränk Schleck in een valpartij betrokken en zouden geen rol meer spelen. Op 15 km van de finish was er een kopgroep gevormd van 18 renners. Andy Schleck reed uit deze kopgroep weg, maar zijn voorsprong bedroeg nooit meer dan 10 seconden, dankzij het werk van vooral Jelle Vanendert en Philippe Gilbert. Op de laatste helling van de Cauberg gingen Gilbert en Joaquím Rodríguez vlot voorbij Schleck.
Gilbert haalde het met een machtsspurt bergop vóór Rodríguez en Simon Gerrans.
De 260,4 km werden afgelegd in een tijd van 6u30'44". De renners reden dus 39,986 km per uur. 47 renners gaven onderweg op en Rob Ruijgh werd uit koers gezet omdat hij zich liet voorttrekken door de ploegleiderswagen.

## Uitslag
| Amstel Gold Race 2011 |                       |                    |          |
| Plaats                | Naam                  | Ploeg              | Tijd     |
| Winnaar               | Philippe Gilbert      | Omega Pharma-Lotto | 6u30'44" |
| 2                     | Joaquím Rodríguez     | Team Katjoesja     | + 2"     |
| 3                     | Simon Gerrans         | Sky ProCycling     | + 4"     |
| 4                     | Jakob Fuglsang        | Team Leopard-Trek  | + 5"     |
| 5                     | Aleksandr Kolobnev    | Team Katjoesja     | z.t.     |
| 6                     | Óscar Freire          | Rabobank           | z.t.     |
| 7                     | Björn Leukemans       | Vacansoleil-DCM    | + 7"     |
| 8                     | Ben Hermans           | Team RadioShack    | + 18"    |
| 9                     | Robert Gesink         | Rabobank           | + 19"    |
| 10                    | Paul Martens          | Rabobank           | + 26"    |
| 11                    | Andy Schleck          | Team Leopard-Trek  | + 28"    |
| 12                    | Johnny Hoogerland     | Vacansoleil-DCM    | + 36"    |
| 13                    | Jelle Vanendert       | Omega Pharma-Lotto | + 48"    |
| 14                    | Daniel Moreno         | Team Katjoesja     | + 1' 38" |
| 15                    | Damiano Cunego        | Lampre-ISD         | + 1' 39" |
| 16                    | Sylvain Chavanel      | Quick Step         | + 1' 44" |
| 17                    | Aleksandr Vinokoerov  | Pro Team Astana    | + 2' 09" |
| 18                    | Jurgen Van den Broeck | Omega Pharma-Lotto | z.t.     |
| 19                    | Bram Tankink          | Rabobank           | + 2' 10" |
| 20                    | Fabian Wegmann        | Team Leopard-Trek  | + 2' 13" |

1966 · 1967 · 1968 · 1969 · 1970 · 1971 · 1972 · 1973 · 1974 · 1975 · 1976 · 1977 · 1978 · 1979 · 1980 · 1981 · 1982 · 1983 · 1984 · 1985 · 1986 · 1987 · 1988 · 1989 · 1990 · 1991 · 1992 · 1993 · 1994 · 1995 · 1996 · 1997 · 1998 · 1999 · 2000 · 2001 · 2002 · 2003 · 2004 · 2005 · 2006 · 2007 · 2008 · 2009 · 2010 · 2011 · 2012 · 2013 · 2014 · 2015 · 2016 · 2017 · 2018 · 2019 · 2020 · 2021 · 2022 · 2023 · 2024

Lijst van beklimmingen
 Tour Down Under · 
 Parijs-Nice · 
 Tirreno-Adriatico · 
 Milaan-San Remo · 
 Ronde van Catalonië · 
 Gent-Wevelgem · 
 Ronde van Vlaanderen · 
 Ronde van het Baskenland · 
 Parijs-Roubaix · 
 Amstel Gold Race · 
 Waalse Pijl · 
 Luik-Bastenaken-Luik · 
 Ronde van Romandië · 
 Ronde van Italië · 
 Critérium du Dauphiné · 
 Ronde van Zwitserland · 
 Ronde van Frankrijk · 
 Clásica San Sebastián · 
 Ronde van Polen · 
  Eneco Tour · 
 Ronde van Spanje · 
 Vattenfall Cyclassics · 
 GP Ouest France-Plouay · 
 Grote Prijs van Quebec · 
 Grote Prijs van Montreal · 
 Ronde van Peking · 
 Ronde van Lombardije